# ケスレ
ケスレ（Kästle）は、オーストリアのスキー用品製造メーカー。1924年創業。
日本ではかつては語尾を伸ばした「ケスレー」表記が広く使われていたが、2023年の再上陸以後は語尾を伸ばさない「ケスレ」表記を公式に採用している。

## 概要
1924年創業の老舗メーカー。1991年にはイタリアのベネトン傘下に入るが、1998年、当時同社の親会社となっていたノルディカがブランドを吸収する形で販売を終了、一時はブランドが消滅していた。
2015年にブランド再興の話が動き始め、2018年にチェコのコンシルスポーツが株式の過半数を取得したことで本格的にブランドが復活した。2025年現在はスキー板とブーツの製造がメインで、ブーツはイタリアで、板はオーストリアとチェコで生産が行われている。

## 日本展開
日本ではバブル経済期のスキーブームの際に広く市場展開を行い、当時はテレビCMなども放映されていた。
2023年、元アルペンスキー日本代表の浦木健太が中心となり日本法人を再立ち上げし、日本市場に再参入している。